# 장디 (유도 선수)
장디(중국어 간체자: 张迪, 정체자: 張迪, 병음: Zhāng Dí, 한자음: 장적, 1968년 7월 4일~)는 중화인민공화국의 유도 선수이다. 1992년 하계 올림픽 여자 하프미들급에서 동메달을 획득했다.